# Tjeurajaure (Jukkasjärvi socken, Lappland)
Tjeurajaure är en sjö i Kiruna kommun i Lappland och ingår i Kalixälvens huvudavrinningsområde. Sjön har en area på 0,0818 kvadratkilometer och ligger 1 127 meter över havet. Sjön avvattnas av vattendraget Tjeurajåkka.

## Delavrinningsområde
Tjeurajaure ingår i det delavrinningsområde (753358-163100) som SMHI kallar för Mynnar i Ladtjojåkka. Medelhöjden är 1 124 meter över havet och ytan är 50,46 kvadratkilometer. Det finns inga avrinningsområden uppströms utan avrinningsområdet är högsta punkten. Tjeurajåkka som avvattnar avrinningsområdet har biflödesordning 4, vilket innebär att vattnet flödar genom totalt 4 vattendrag innan det når havet efter 387 kilometer. Avrinningsområdet består mestadels av kalfjäll (94 procent). Avrinningsområdet har 0,08 kvadratkilometer vattenytor vilket ger det en sjöprocent på 0,2 procent.